# Jösses flickor
Jösses flickor - Befrielsen är nära! är en svensk teaterpjäs och musikal från 1974. Den skrevs av Margareta Garpe och Suzanne Osten.
Pjäsen handlar om kvinnorättsrörelsens historia och hade urpremiär på Stockholms stadsteater 1974, under den period då Vivica Bandler var teaterns chef. Uppsättningen gjorde stor succé och några kända sånger från den har blivit klassiker, som "Befrielsen är nära". Musiken komponerades av Gunnar Edander.
Trettiotvå år senare gjordes en uppföljare, Jösses flickor – Återkomsten, som även den hade premiär på Stockholms stadsteater. Bland andra Yvonne Lombard från originaluppsättningen medverkade återigen.
Både soundtracket från originaluppsättningen och nyuppsättningen 2006 finns på CD.

## Rollista (uruppsättningen 1974)
- Asta - Gerd Hagman
- Vera - Wallis Grahn
- Vivan m.fl. - Ulla-Britt Norrman
- Myran - Marianne Aminoff-Karlén
- Myran - Jane Friedmann-Eriksson
- Sigrid - Linnéa Hillberg / Annika Tretow
- Agnes - Gurie Nordwall-Sjöstrand / Agneta Ekmanner / Chatarina Larsson
- Harriet - Gun Arvidsson
- Bojjan - Yvonne Lombard
- Ragnhild - Lise-Lotte Nilsson
- Elna - Marianne Stjernqvist
- Harriets första man - Fred Gunnarsson
- Harriets andra man - Åke Lindström
- Jerker - Håkan Serner / Lasse Petterson
- Evas man - Christer Banck
- Eva - Annicka Kronberg-Gjörvad
- Erika - Ewa Fröling
- Karin m.fl. - Eva Kristin Tangen